# 破丑重遇贵
破丑重遇贵，北宋初年党项夏州政权将领，党项族，破丑氏。
宋太宗雍熙二年（985年），随李继迁及张浦、李大信等，向宋朝都巡检守银州的曹光实诈降，诱杀曹光实。李继迁入据银州，自称定难军留后，授其为蕃部指挥使。淳化元年（990年），受李继迁之命，前去夏州诈降李继捧，在城中接应李继迁、大败李继捧，逼迫他逃走。宋真宗景德元年（1004年），李德明继承李继迁，任命破丑重遇贵为都知蕃落使。